# Karnevál
Karnevál — восьмой номерной альбом венгерской поп-группы «Neoton Familia», записанный в 1984 году на лейбле Pepita. Группа поменяла свой прежний стиль в сторону электро-поп и евро-диско и активно использовала синтезаторы и электронные барабаны. Альбом записывался при участии Марии Юхас, хорошо известной в те годы эстрадной исполнительницы, которая сменила в составе Янулу Стефаниду. В отличие от предыдущего диска-гиганта, представлявшего собой достаточно сырую работу, поскольку его запись велась форсированными темпами в перерывах между турне, "Karnevál" был более качественным продуктом как в отношении материала, так и в плане исполнения. В результате он был №2 в Венгрии (в годовом TOP10 Slágerlistája'84 Альбомов) и получил платиновую сертификацию по итогам продаж. Этот альбом имел большую популярность в СССР и странах Восточного Блока, где группа представила альбом во время очередного тура.

## Список композиций
1. Hétvégi motorozás ("Мотогонки в выходные") - 3:52

2. Karnevál ("Карнавал") - 3:08

3. Volt egy lány ("Была одна девушка") - 4:35

4. Senorita Rita ("Сеньорита Рита") - 3:42

5. Látomás ( "Видение") - 4:43

6. Na-na, nagyfiú ("Симпатичный толстяк") - 4:17

7. Gimi love ("Дай мне любовь") - 3:43

8. Égi vándor ("Небесный странник") - 3:45

9. Jó, hogy lány vagyok ("Хорошо, что я девушка") - 4:11

10. Nem az utolsó tánc ("Это не последний танец") - 3:40
В Венгрии синглов с альбома выпущено не было, поскольку многие его треки и без этого легко вошли в основные венгерские чарты. Безусловный хит альбома - песня "Na-na, nagyfiú", которая была №1 в Magyar Rádió Slágerlistája и №16 в годовом TOP20 Slágerlistája'84. Заглавная композиция "Hétvégi motorozás" имела несколько роковый оттенок, была №1 в Magyar Ifjúság Slágerlistája и №4 в Slágerlistája'84 TOP20. В национальных хит-парадах побывали также "Volt egy lány", выдержанная в стиле итало-диско (вступление подражает композиции "I like Chopin" исполнителя Gazebo), яркая поп-баллада "Látomás", ритмичная "Gimi love", эмоциональная "Jó, hogy lány vagyok" и исполненная в стиле румбы "Karnevál".

## Альбом "Adam And Eve"
Англоязычная версия альбома под названием "Adam And Eve" была выпущена в Японии на лейбле RCA. Синглом с альбома в октябре была выпущена композиция "Sugar boy/Senorita Rita", которая была в TOP10 японского радио-чарта. На следующий год сингл "Adam and Eve/Sugar boy" был выпущен в Норвегии, где группа побывала в мае во время очередного европейского тура. А композиция "Dance to feel alive" вышла как b-сторона сингла "Don't stop the music", кавера песни японской исполнительницы Tom Cat, которая в 1984 году победила на очередном Yamaha Фестивале в Токио (Yamaha Song Festival).

## Список композиций
1. Stop the night       (Hétvégi motorozás) 

2. Carnival       (Karnevál) 

3. Round and round       (Volt egy lány) 

4. Senorita Rita       (Senorita Rita) 

5. Every night      (Látomás) 

6. Sugar boy       (Na-na, nagyfiú) 

7. Adam and Eve       (Gimi love) 

8. Prima donna       (Égi vándor) 

9. Dance to feel alive       (Jó, hogy lány vagyok) 

10. Ladybird       (Nem az utolsó tánc)